# Metrojet (hãng hàng không Nga)
Kogalymavia (tiếng Nga: ООО «Авиакомпания Когалымавиа») hay Kolavia (tiếng Nga: Колавиа), tên kinh doanh Metrojet, là hãng hàng không có trụ sở ở Kogalym, Tyumen, Nga.
Hãng bắt đầu đi vào hoạt động từ tháng 5 năm 1993.

## Các điểm đến
Từ Sân bay quốc tế Domodedovo, Moskva
- Áo (Salzburg)
- Azerbaijan (Qabala)[4]
- Bulgaria (Burgas, Varna)
- Croatia (Pula)
- Cộng hòa Séc (Pardubice)
- Ai Cập (Hurghada, Sharm el-Sheikh, Taba)
- Tây Ban Nha (Barcelona, Ibiza, Palma de Mallorca)
- Pháp (Grenoble)
- Hy Lạp (Rhodes, Heraklion)
- Ý (Treviso, Rimini)
- Montenegro (Tivat)
- Thổ Nhĩ Kỳ (Antalya, Bodrum, Dalaman)

Từ Sân bay Pulkovo, Saint Petersburg
- Ai Cập (Hurghada, Sharm el-Sheikh)
- Thổ Nhĩ Kỳ (Antalya)

Từ Sân bay Lennart Meri, Tallinn
- Ai Cập (Hurghada, Sharm el-Sheikh)

## Đội bay

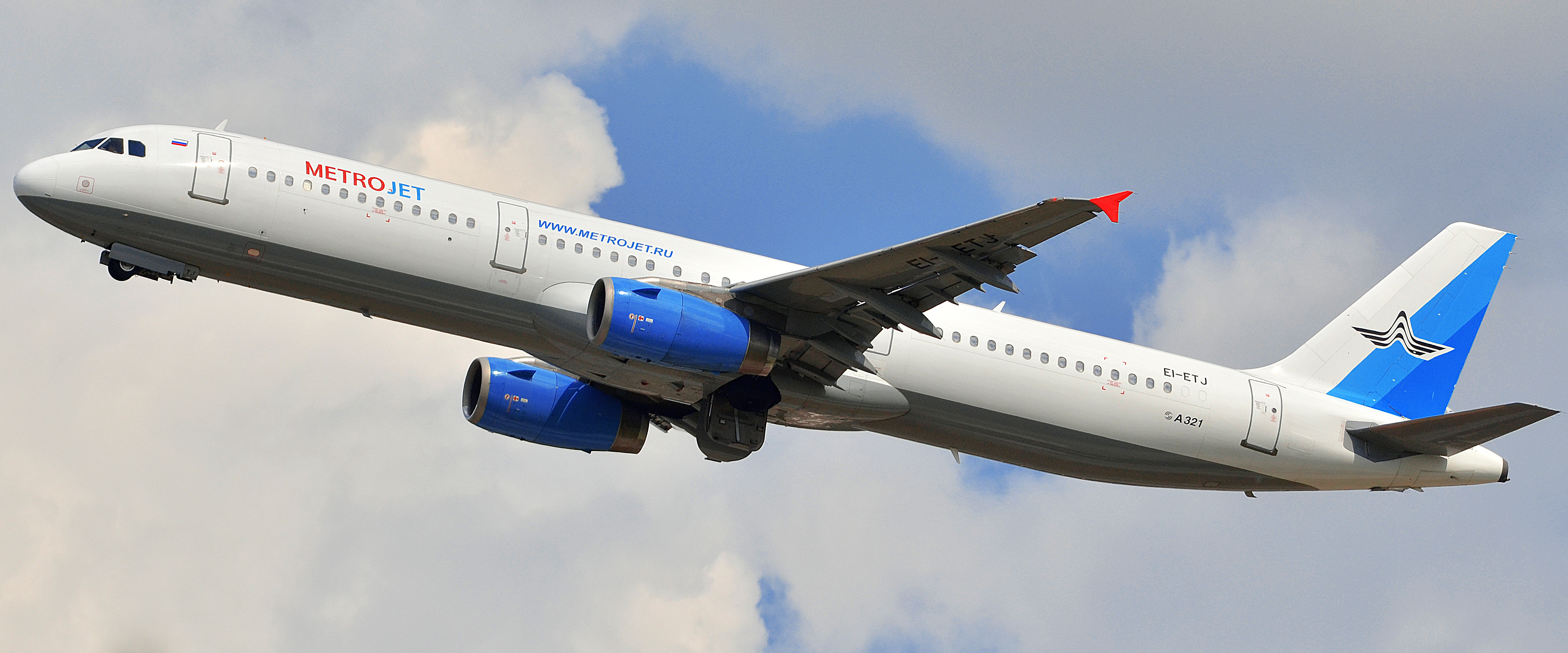
EI-ETJ, chiếc Airbus A321 gặp nạn khi bay chuyến 9268, bay từ Sân bay Suvarnabhumi vào tháng 8 năm 2014.

Đội bay Kogalymavia gồm các máy bay: